# Giuseppe Zelocchi
Giuseppe Zelocchi (Modena, 17 gennaio 1899 – Modena, 28 gennaio 1959) è stato un arbitro di calcio italiano.

## Biografia

### Arbitro
Ha preso la tessera di arbitro nel 1924.
Ha esordito in Serie B il 30 marzo 1930 dirigendo Pistoiese-Reggiana (4-0).
Ha esordito in Serie A l'8 dicembre 1933 arbitrando la partita Genova 1893-Palermo (1-1) chiudendo la sua carriera nella massima serie a Firenze il 27 giugno 1948 dirigendo l'incontro Fiorentina-Genoa (4-0).
Nella stagione 1942-1943 ha ricevuto il Premio Giovanni Mauro, riconoscimento assegnato al miglior arbitro della stagione.

Nel 1943 ha arbitrato la finale unica di Coppa Italia, che in quegli anni si disputava in gara unica.

Ha diretto nella sua carriera arbitrale, terminata nel 1948, 136 partite in Serie A.